# Sandhausen
Sandhausen est une commune allemande, située au sud de Heidelberg dans le land de Bade-Wurtemberg.

## Personnalités liées à la commune
- Markus Friedrich Wendelin (1584 - 1652), théologien protestant allemand né à Sandhausen.
- Le compositeur Georg von Albrecht (1891 - 1976) a composé plusieurs de ses œuvres à Sandhausen.

## Jumelages
- Lège-Cap-Ferret (France) depuis 1980